# Calea spre stele (roman)
Calea spre stele (în engleză The Calculating Stars) este un roman științifico-fantastic de istorie alternativă al scriitoarei americane Mary Robinette Kowal⁠(d). Cartea a fost publicată prima dată de Tor Books la 3 iulie 2018. Este primul volum din seria „Doamna astronaut” („Lady Astronaut”) și este un prequel al povestirii „The Lady Astronaut of Mars” din 2012.

## Prezentare
La scurt timp după ce președintele Thomas E. Dewey a adus Statelor Unite victoria în cursa spațială, în 1952, un meteorit lovește Golful Chesapeake, distrugând cea mai mare parte a Coastei de Est a Statelor Unite, inclusiv Washington.  Apoi, matematicianul și fostul pilot WASP Elma York calculează că schimbările climatice produse de acest eveniment vor face planeta nelocuibilă peste 50 de ani. Această amenințare accelerează eforturile de colonizare a spațiului și duce la aderarea Elmei la Coaliția Aerospatială Internațională în încercarea sa de a ajunge, mai întâi pe Lună, apoi pe Marte.

## Recepție
The Calculating Stars a câștigat în 2019 Premiul Nebula pentru cel mai bun roman, Premiul Locus pentru cel mai bun roman științifico-fantastic, Premiul Hugo pentru cel mai bun roman, și Premiul Sidewise acordat pentru lucrări de istorie alternativă.
Publishers Weekly a considerat „remarcabilă”, viața personală a Elmei, ceea ce „oferă un centru uman captivant pe fundalul apocaliptic”.
James Nicoll a lăudat-o pe Kowal pentru că este dispusă să includă probleme rasiale și de gen corect din punct de vedere istoric. Booklist afirmă că scriitoarea „Kowal creează un echilibru perfect între acuratețe istorică – inclusiv sexismul, rasismul și tehnologia de la mijlocul secolului al XX-lea – și ficțiune speculativă.“